# تاونا
تاونا (به ایتالیایی: Tavenna) یک کومونه در ایتالیا است که در استان کامپوباسو واقع شده‌است.

## خصوصیات
تاونا ۲۲٫۰ کیلومترمربع مساحت و ۹۲۴ نفر جمعیت دارد و ۵۵۰ متر بالاتر از سطح دریا واقع شده‌است.